# Emil Pirchan der Ältere
Emil Pirchan der Ältere (* 21. Mai 1844 in St. Kathrein (Svatá Kateřina) bei Wranau im Bezirk Brünn, Kaisertum Österreich; † 22. Juni 1928 in Wien) war ein österreichischer akademischer Maler.

## Leben
Emil Pirchan war der Sohn eines Försterehepaars aus St. Katharein bei Wranau im Gebiet Mährischer Karst nördlich von Brünn. Emil Pirchan war mit Karoline, geb. Edle von Sternischtie (* 21. Mai 1864 in Priesenitz bei Brünn; † 19. April 1945 in Wien) verheiratet und hatte zwei Kinder, Emil Pirchan (* 27. Mai 1884 in Brünn (Brno); † 20. Dezember 1957 in Wien) und Elsa Pirchan (* 14. April 1885 in Brünn (Brno); † 12. April 1970 in Wien) Er wurde am Hietzinger Friedhof bestattet.

## Wirken
Er wirkte von 1874 bis 1892 als Zeichenprofessor an der Brünner Kommunalrealschule. Er porträtierte zahlreiche bedeutende Zeitgenossen in Brünn und gestaltete mehrere Entwürfe für den Festzug anlässlich des Kaiserbesuches in Brünn im Jahre 1892. Er war der letzte Schüler von Carl Rahl, der ihn seinen besten Schüler nannte. Aufgrund seiner außergewöhnlichen Begabung hatte man ihn bereits mit 16 Jahren an der Akademie der bildenden Künste in Wien aufgenommen wo er von 1860 bis 1865 studierte.
1878 erhielt er in Würdigung seiner künstlerischen Leistungen einen einjährigen Urlaub für eine Studienreise nach Italien, genauer gesagt nach Florenz, Rom und Venedig. Er brachte von dort zahlreiche Arbeiten und Entwürfe nach Hause mit. In Florenz freundete er sich mit dem Schweizer Maler Arnold Böcklin an.
Er schuf unter anderem das große Gemälde „Das Mädchen aus der Fremde“, welches 1881 im Wiener Kunstverein ausgestellt und mit dem Kaiserpreis ausgezeichnet wurde. Das Historienbild „Kaiser Joseph II pflügt bei Slawikowitz“ fand durch die Wiedergabe in Schulbüchern weite Verbreitung und sein Gemälde „Sterbender Heiland“ wurde in über 30 Sonderausstellungen in Deutschland gezeigt. Der Dichter Ferdinand von Saar, mit dem er befreundet war, widmete ihm ein Distichon: „Wandeln getrennt auch die Pfade des Schönen der Maler und Dichter: Finden am Ziele sie doch immer sich wieder vereint“. Er war auf den Ausstellungen des österreichischen Kunstvereins, des Künstlerhauses in Wien, der Münchner Jubiläumsausstellung (1888) und der Dresdner Akademischen Ausstellung (1889) vertreten. Emil Pirchan d. Ä. war Mitglied des Österreichischen Künstlerbundes, Wien.
Eine große Kollektivausstellung seiner Werke im Brünner Künstlerhaus im Jahre 1906 gestattete einen guten Überblick über sein Schaffen. Pirchan schuf in seinem Leben mehr als 400 Staffeleibilder, Porträts, Deckengemälde und eine Unmenge Handzeichnungen, Aquarelle Pastellstudien und plastische Entwürfe. In der Albertina in Wien befinden sich ein Aquarell Betende Bäuerin und eine Zeichnung Die Mutter von Emil Pirchan d. Ä.
Vom 21. März bis 23. Juni 2019 fand im Stadtmuseum Brünn in der Festung Spielberg die Ausstellung Emil Pirchan (der Ältere) – Malerfürst der Brünner Ringstrasse statt.